# (42271) Keikokubota
(42271) Keikokubota est un astéroïde de la ceinture principale.

## Description
(42271) Keikokubota est un astéroïde de la ceinture principale. Il fut découvert le 24 août 2001 à l'observatoire Goodricke-Pigott par Roy A. Tucker. Il présente une orbite caractérisée par un demi-grand axe de 2,54 UA, une excentricité de 0,19 et une inclinaison de 10,3° par rapport à l'écliptique.